# Ґлорфіндел
Ґло́рфіндел, варіанти перекладу Глорфіндель, Глорфіндейл (англ. Glorfindel) — у творах Джона Р. Толкіна ельф з числа нолдор Ґондоліну.

## Ім'я та опис

Герб Дому Золотої Квітки («Бар-ен-Лотґлор»), головою якого був Ґлорфіндел

У перекладі з синдаринської ім'я «Ґлорфіндел» означає «золотоволосий». На квеньї його ім'я звучить як «Лаурефін(де)» (англ. Laurefin(de)) або «Лаурефінделе» (англ. Laurefindele).
Ґлорфіндел народився в Епоху Дерев у Валинорі й походив з числа Калаквенді (англ. Calaquendi) — вищих ельфів-Ельдар з племені нолдор. Його докладний родовід невідомий. Однак, судячи з високого звання й згадки, — ймовірно, він був ріднею Турґона, — можна припустити, що він — один з онуків короля Фінве (через дочок останнього).
Як видно з його ім'я, Ґлорфіндел мав золотисте волосся. Оскільки нолдори в своїй масі відрізнялися темним волоссям, ця риса також вказує на спорідненість Ґлорфіндела з світло- і золотоволосими Ваніарами. Такими ж були ельфи з домів Фінґолфіна, і Фінарфіну, чия мати Індіс передала колір свого золотистого волосся дітям від короля Фінве — зокрема Фінарфіну, а також його дітям — Фінроду Фелаґунду і Ґаладріель (про цю їх родинну ознаку згадується в текстах «Сильмариліона» і «Володаря перснів»).
Щодо одягу, то, за описом автора, він носив вишиту золотом мантію, прикрашену, «як весняне поле», візерунками з квіток чистотілу, а на передпліччях — наручі, мистецьки оздоблені золотом і сріблом.

## Перша Епоха
Про історію Ґлорфіндела після виходу нолдор відомо мало. Згідно «Книзі Втрачених сказань» (англ. The Book of Lost Tales), як один із головних і благородних послідовників Турґона, він був призначений головою Дому Золотої Квітки, одного з дванадцяти домів Ґондоліну. Ґлорфіндела любили й шанували усі ґондолінці.
Він був очевидцем приходу Туора і пізніше — падіння Ґондоліна. В ході битви за місто Ґлорфіндел із загоном утримував «площу головного ринку» (англ. The Great Market) від наступу орків. Він мав намір атакувати їх з флангу і застати ворогів зненацька, але врешті сам потрапив у пастку і був оточений. Загін Дому Золотої Квітки, відрізаний таким чином від соратників, кілька годин відважно бився з ворогами до того моменту, поки не з'явився вогняний дракон і не змів їхні ряди. Ґлорфіндел з кількома сильними послідовниками прорубали собі шлях крізь оточення, але їх вижило в цій битві небагато. Орки кинулися за ними в гонитву і могли б перебити всіх, але вчасно зреагував загін Будинку Арфи, після повстання проти їх віроломного лідера Салганта, несподівано напав на переслідувачів із засідки й врятував загін Ґлорфіндела. Після цього ельфи Дому Золотої Квітки вирушили на «площу короля» (англ. The King's Square) в центрі міста.
Оскільки більшість головнокомандувачів були відсутні (Ектеліон був поранений, Ґалдор воював, а Еґалмот ще не з'явився), Ґлорфіндел приєднався до Туора, провадячи обороною Королівської Площі. Коли прибув Еґалмот, який привів безліч жінок і дітей, він змінив Ґлорфіндела на його посту й зайнявся посиленням захисту. Ґлорфіндел знову кинувся в бій, але навіть він був не в змозі щось вдіяти, коли дракон спустився по Алеї Троянд, зломивши лави захисників. З драконом прийшли орки і балроґи під проводом свого повелителя Ґотмоґа. Турґон був переможений, але Ектеліон, пожертвувавши собою, зумів вбити Ґотмоґа і подарувати ґондолинцям трохи часу. Коли жителі міста рятувалися втечею, а король Турґон був убитий, Ґлорфіндел з загоном мужньо утримував тили, втративши в бою більшу частину ельфів свого Будинку. Після того, як вони втекли з Ґондоліна через Таємний прохід Ідріль, Ґлорфіндел знову обороняв тили з нечисленним загоном уцілілих воїнів.
Коли балроґ із загоном орків напав на їхній ослаблений загін, Ґлорфіндел, вступивши в поєдинок з демоном, здійснив великий подвиг і врятував життя Туору, Ідріль і всім іншим ґондолинцям. Поєдинок був тривалим і завзятим. Згідно з переказами «Загибель Ґондоліну», Ґлорфіндел зумів вразити суперника в черево, але в падінні балроґ схопився за довге світле волосся ельфа, потягнувши його за собою у прірву. Ґлорфіндел загинув при падінні. Пізніше його тіло було піднято з дна Торондороми, ватажком орлів Манве, і з почестями поховано в кам'яному кургані. На цьому кургані, попри гибле місце, росли жовті квіти (можливо, квіти чистотілу).

## Повернення до Середзем'я і Війна Персня
В середині Другої Епохи Ґлорфіндел повернувся з Палати Мандоса і, як писав Толкін, був відправлений до Середзем'я з волі Валар близько 1600 року В. Е., тобто саме тоді, коли Сауроном було викуваний Перстень Влади і споруджений Барад-Дур. У той час Нуменор, де правив король Тар-Мінастір, все ще зберігав добросусідські відносини з ельфами Середзем'я. За однією з версій, він був посланий як попередник магів — Істарі або (за іншою версією) навіть разом з Синіми Магами.

У дні війни з Сауроном Ґлорфіндел був одним з воєначальників Ґіл-Ґалада, а після його загибелі — Елронда. Виступаючи на чолі ельфійського війська Рівендолу, в союзі з ґондорською армією останнього короля з династії Анаріона, Еарнура, він розгромив і розсіяв військо Анґмара в битві при Форності, прогнавши самого Короля-Чаклуна з поля бою. Саме йому належать пророчі слова про те, що Короля-Чародія не перемогти смертному чоловікові:
| Ліві лапки | Він більше сюди не повернеться. Йому ще рано помирати. І помре він не від руки смертого. | Праві лапки |

В ході Війни за Перстень Ґлорфіндел очолював збройні сили Рівендолу і взяв безпосередню участь у супроводі Фродо на підступах до володінь Елронда, зустрівши його неподалік від Бруіненської переправи. Коли загін, ведений Араґорном, був атакований дев'яткою назгулів, він не вагаючись віддав Фродо свого коня Асфалота (англ. Asfaloth), який довіз Фродо до кордону Рівендолу, а сам разом з Араґорном відтіснив дев'ятьох назґулів до річки, де вони потрапили під магічний удар владики Елронда.
Згодом Ґлорфіндел брав участь в Раді в Елронда, на якій вирішувалося питання про долю Персня Всевладдя.

## Асфалот
Асфалот (англ. Asfaloth) — білий кінь Ґлорфіндела в подіях кінця Третьої епохи Середзем'я. У перекладі з синдарину його ім'я означає «піна сонячного світла» (англ. sunlight foam): від «ас», as («сонячний») і «фалот», faloth («піна»).
Асфалот був незвичайно швидким конем, котрий перевершував в швидкості навіть коней назґулів, завдяки чому він випередив переслідувачів і першим досяг переправи з дорогоцінним вершником
Розділ, де згадується упряж, був написаний дуже рано, тоді Толкін ще не продумав до кінця, як заведено в ельфів поводитися з кіньми.
У кіноверсії «Братства Персня» режисера Пітера Джексона Асфалот — це кінь Арвен, і вона, разом з пораненим Фродо, скаче через брід, рятуючись від Чорних Вершників.